# Kappa Arae
Kappa Arae (κ Ara, κ Arae) é uma estrela na constelação de Ara. Com base em medições de paralaxe, está a aproximadamente 460 anos-luz (140 parsecs) da Terra, com uma margem de erro de 30 anos-luz. Com uma magnitude aparente de 5,21, é uma estrela pouco brilhante visível a olho nu em boas condições de visualização.
Kappa Arae é uma estrela gigante com uma classificação estelar de G8 III. Sua atmosfera externa expandiu-se para 14 vezes o raio do Sol. Está irradiando energia a uma temperatura efetiva de 4 950 K. Com essa temperatura, tem coloração amarela, típica de estrelas de classe G. Não possui estrelas companheiras físicas conhecidas.
Tem duas companheiras ópticas de magnitude 14 que estão a uma distância de 23,4 e 27,2 segundos de arco no céu.